# Erődtemplomok

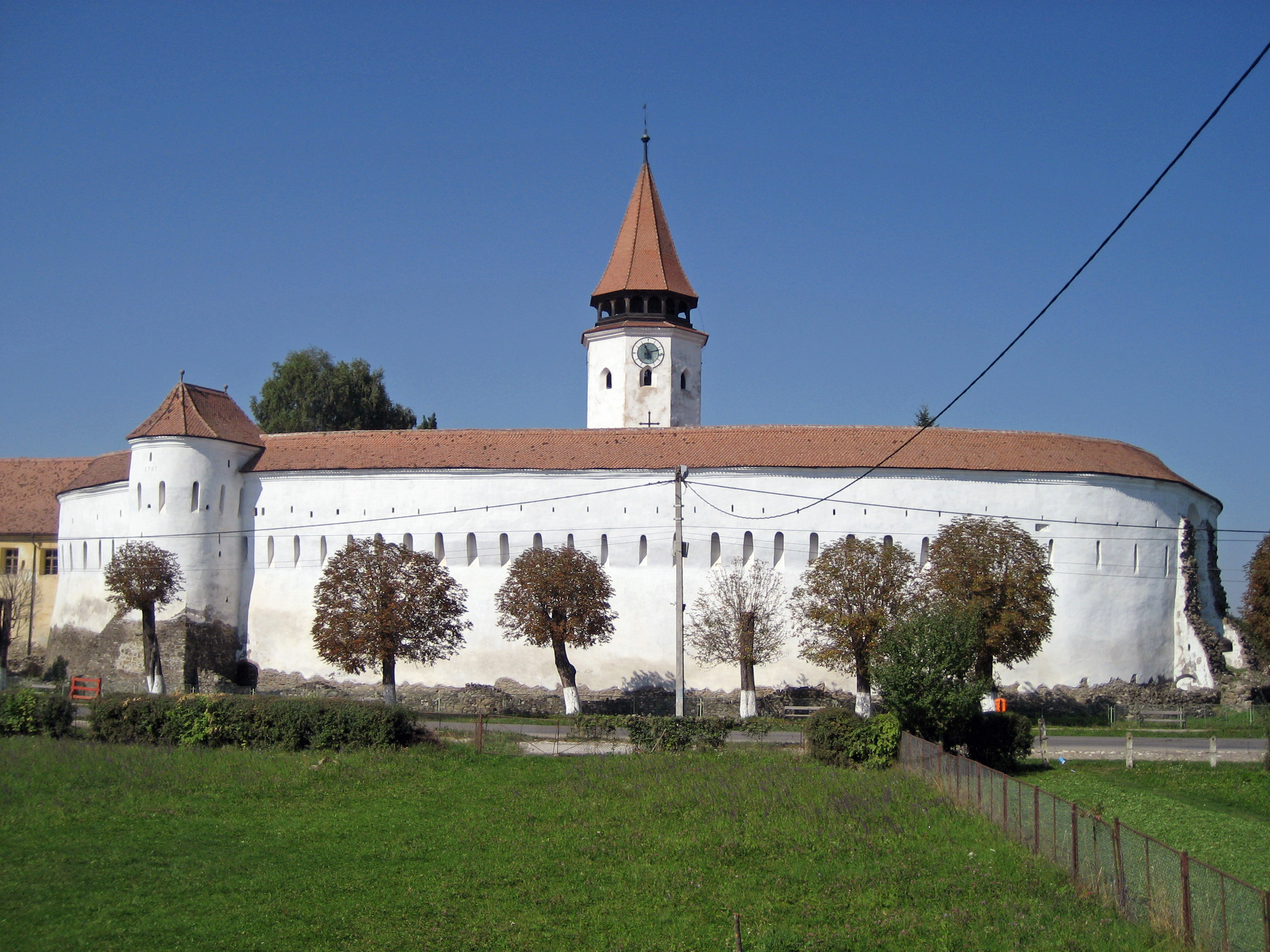
Prázsmár erődtemploma

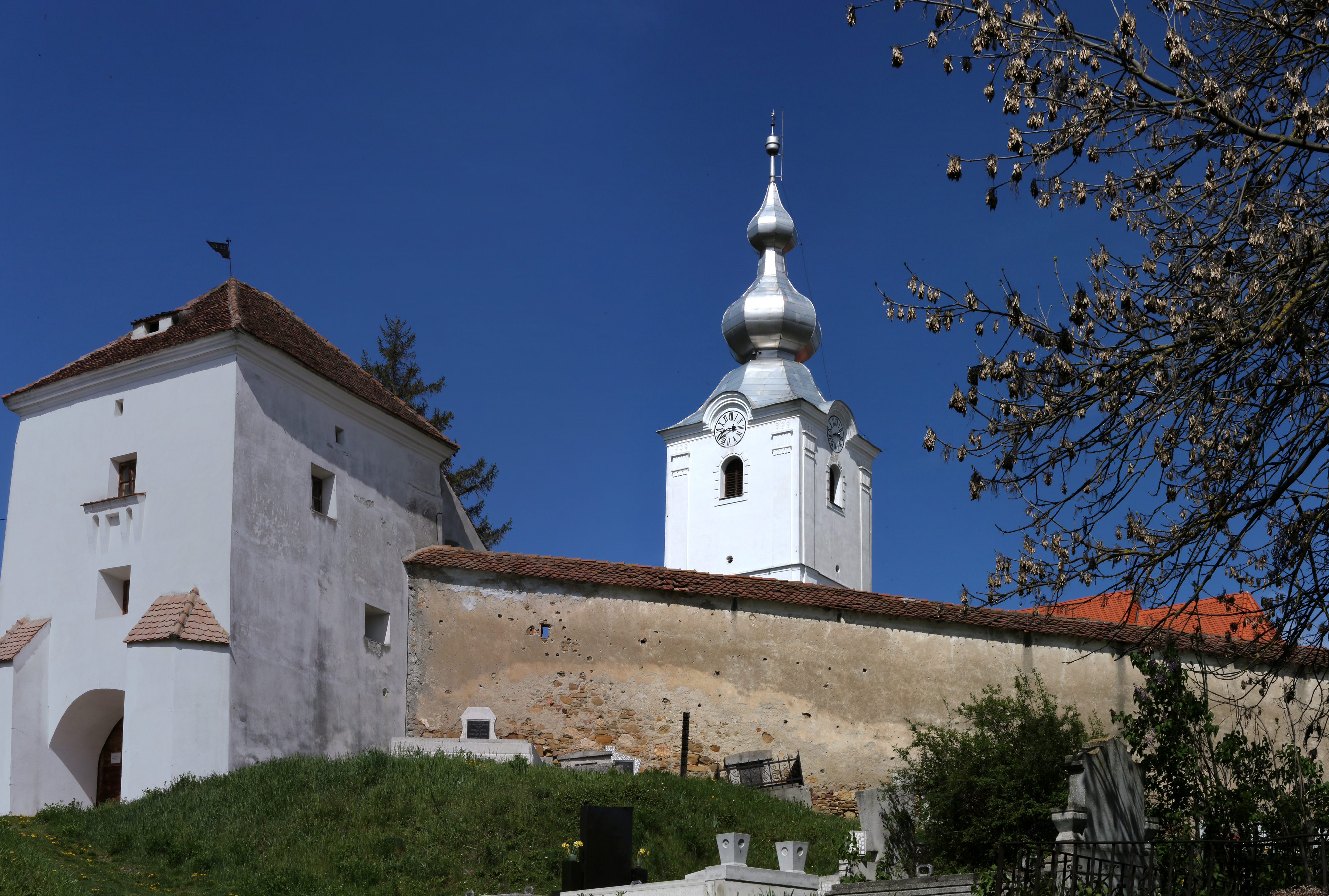
Illyefalva erődített fallal körülvett református temploma

Az erődtemplomok olyan templomerődök, melyek egykor védelmi funkciókat láttak el, háborús veszély esetén a lakosság az ilyen fallal körülvett templomerődökbe menekült. A máig fennmaradt erődtemplomok közül több szerepel az UNESCO világörökségi listáján is.

## Történetük

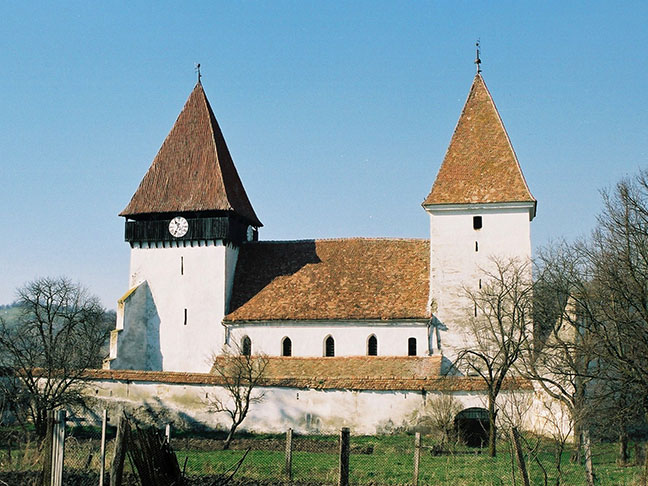
Morgonda szász alapítású erődtemploma

Az első védelmi funkciót is ellátó erődtemplomok a 12- és 16. század között épültek és az e templomok köré épített védművek a 18. század közepéig az akkori Magyarország és Erdély területén is sokfelé megtalálhatók voltak. Különösen sok falakkal körülvett, gyakran lőrésekkel és bástyákkal ellátott szinte már várszerű erődtemplom épült egykor Erdély székelyek és szászok lakta területein és annak déli határvidékein, de előfordultak Magyarország más vidékein is.
A 18-19. század folyamán azonban az egykori erődített templomok védelmi falait, bástyáit a székelyek lakta területeken nagyrészt lebontották, mivel ekkorra a templomok védelmi szerepe nagyrészt megszűnt. A szászok erődített, fallal körülvett templomai azonban sok helyen máig fennmaradtak.
A 20. század elejéig a templomtornyok a védelmi célok mellett a helyi tűzőrség szolgálatát is ellátták. A templomok tornyában tartózkodó örök ügyeltek a helyi közbiztonságra is; tűzre, elemi csapásokra, veszély esetén jelt adva a lakosságnak. A templomok tornyai eleinte gyakran külön épültek a templom épületétől (fatorony, harangláb formájában). Gyakran a templomokban vagy az azokat körülvevő erődítésfalban a gyülekezet közvagyonát is elhelyezték, tartalékként felhalmozva azt. Néhány székelyföldi erődtemplomban ez a szokás egészen a múlt század fordulójáig fennmaradt (Illyefalva, Csíkkarcfalva, Székelyderzs), míg e szokásuk
Erdélyben sok helyen a termelőszövetkezetek megalakulásáig megmaradt.

## Erdélyi erődtemplomok

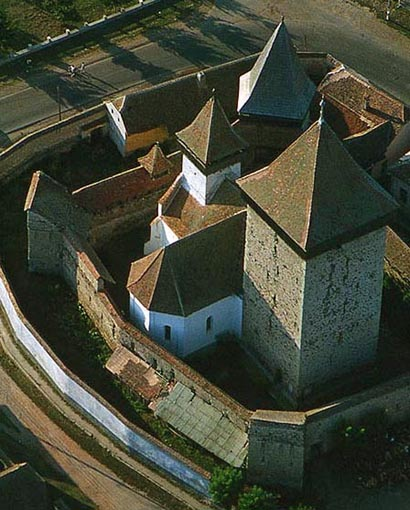
Homorod, erődtemplom

Csíkrákos, Székelyderzs, Homoród, Illyefalva, Csíkkarcfalva erődtemplomai.

## Erdélyi szász erődtemplomok

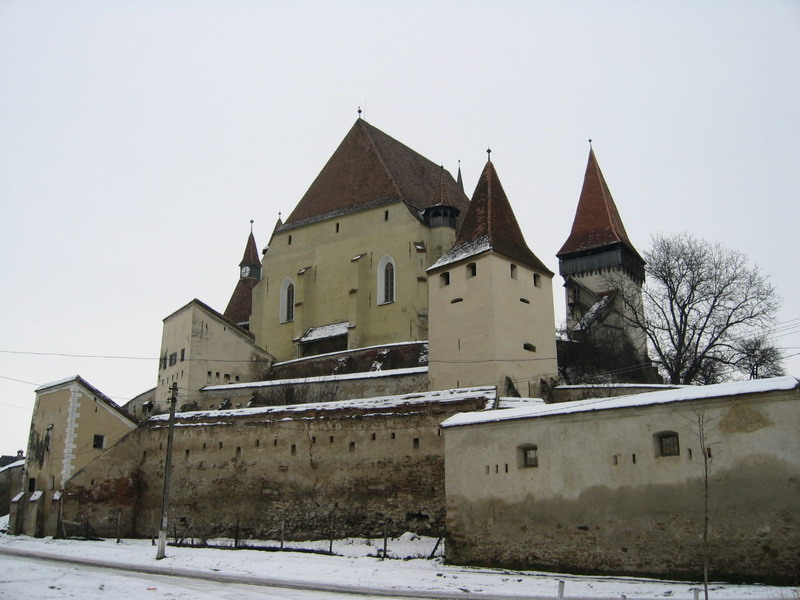
Berethalom erődtemploma

Az erdélyi szász erődtemplomok román és gótikus stílusban épültek. Ezeket az épületeket korabeli hadászati építészetre jellemző védelmi elemek mellett a közösségi terük kialakítása teszi értékessé, mivel úgy alakították ki őket, hogy veszély esetén a teljes lakosságnak védelmet nyújtsanak, de alkalmasak voltak a személyes értékek és az élelmiszerkészletek tárolására is.
Ilyen erődtemplom többek között Berethalom, Kelnek, Prázsmár, Szászkézd temploma is.

## Magyarországon fennmaradt erődtemplomok

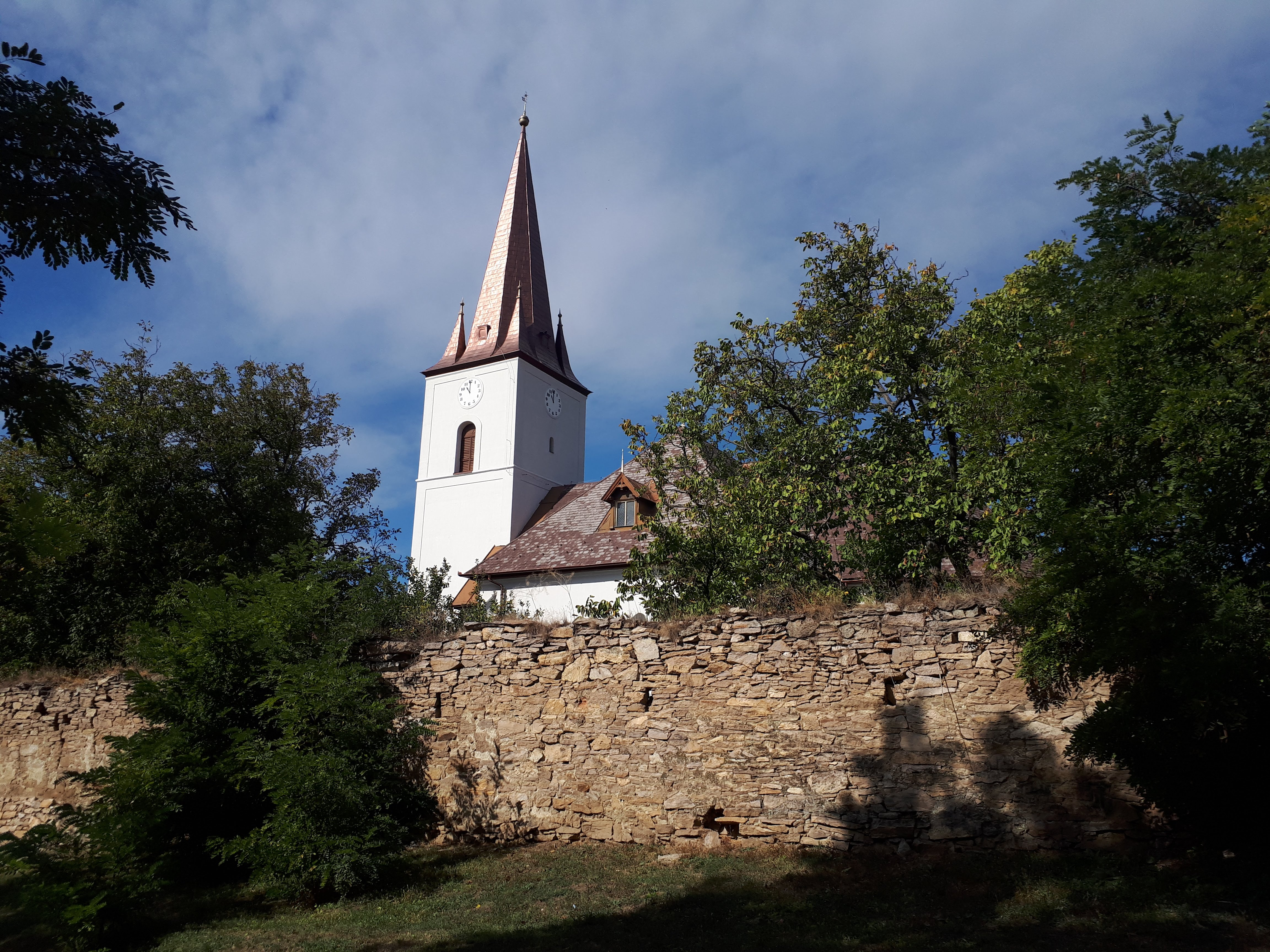
Megyaszó erődített fallal körülvett református temploma

Néhány a magyarországi erődített fallal körülvett templomok közül:
- Tar: Szent Mihálynak szentelt középkori temploma fallal körülvett. Szentélye a 13. századból, hajója a 15.-ből való. A templombelsőben 14-15. századi freskók találhatók.
- Hejce: Erődített fallal körülvett temploma a 15. században épült.
- Megyaszó: Az erődtemplomot szabálytalan négyszög alakú fal veszi körül, négy sarkán bástyával. A település temploma már az 1332-37 évi pápai tizedjegyzékben is szerepelt. A település régi temploma a török időkben rombadőlt, azonban az azt körülvevő erődített fal fennmaradt. A templom mai alakját 1901-1902-ben nyerte el.